# Кантрі-Вок (Флорида)
Кантрі-Вок (англ. Country Walk) — переписна місцевість (CDP) в США, в окрузі Маямі-Дейд штату Флорида. Населення — 16 951 особа (2020).

## Географія
Кантрі-Вок розташоване за координатами 25°38′2″ пн. ш. 80°26′5″ зх. д. / 25.63389° пн. ш. 80.43472° зх. д. (25.633794, -80.434803).  За даними Бюро перепису населення США в 2010 році переписна місцевість мала площу 6,79 км², з яких 6,68 км² — суходіл та 0,10 км² — водойми.

## Демографія
Згідно з переписом 2010 року, у переписній місцевості мешкало 15 997 осіб у 4713 домогосподарствах у складі 4092 родин. Густота населення становила 2357 осіб/км².  Було 4897 помешкань (722/км²).
Расовий склад населення:
| - 82,0 % — білих - 10,0 % — чорних або афроамериканців - 2,7 % — азіатів - 0,1 % — вихідців з тихоокеанських островів - 0,1 % — корінних американців - 2,6 % — осіб інших рас |

До двох чи більше рас належало 2,6 %. Частка іспаномовних становила 70,2 % від усіх жителів.
За віковим діапазоном населення розподілялося таким чином: 27,9 % — особи молодші 18 років, 63,6 % — особи у віці 18—64 років, 8,5 % — особи у віці 65 років та старші. Медіана віку мешканця становила 36,1 року. На 100 осіб жіночої статі у переписній місцевості припадало 92,3 чоловіків;  на 100 жінок у віці від 18 років та старших — 88,0 чоловіків також старших 18 років.
Середній дохід на одне домашнє господарство  становив 89 172 долари США (медіана — 74 083), а середній дохід на одну сім'ю — 96 095 доларів (медіана — 84 355). Медіана доходів становила 50 205 доларів для чоловіків та 44 153 долари для жінок. За межею бідності перебувало 11,9 % осіб, у тому числі 12,6 % дітей у віці до 18 років та 10,4 % осіб у віці 65 років та старших.
Цивільне працевлаштоване населення становило 7877 осіб. Основні галузі зайнятості: освіта, охорона здоров'я та соціальна допомога — 22,5 %, науковці, спеціалісти, менеджери — 14,3 %, фінанси, страхування та нерухомість — 12,1 %, роздрібна торгівля — 10,9 %.